# イェーネ・シュマガ
イェーネ・シュマガ（デンマーク語: Jane Schumacher、1988年8月27日 - ）は、デンマークのハンドボール選手。
セルビアで開催された 2013年の世界女子ハンドボール選手権でハンドボールデンマーク女子代表に選出され、銅メダルを獲得した。